# 铁德拉
铁德拉，是西班牙卡斯蒂利亚-莱昂巴利亚多利德省的一个市镇。总面积47平方公里，2001年普查人口總數為392人，人口密度為每平方公里8人。